# Belsőmajor
Belsőmajor Budapest XVIII. kerületének egyik városrésze.

## Fekvése
Határai a Budapest–Lajosmizse–Kecskemét-vasútvonal a Dózsa György utcától a város széléig, majd Budapest határa, a XVIII. és a XXIII. kerület határa és a Dózsa György utca a MÁV lajosmizsei vonaláig.

## Története
A terület a 19. században Soroksárhoz tartozott. A század közepén Auspitz Mór vásárolt egy majorságot, amit ezután Aspitz-majornak neveztek. A mai név is a majorságra emlékeztet.  